# Lleó de la catedral de Valladolid
El lleó de la catedral de Valladolid era un antic rotllo situat a la plaça de Santa Maria, on es trobava l'antiga col·legiata. Des de 1158 va servir com a picota i escarment per a les males dones i de tribuna per vociferar els pregons de brocanters i sentències. Va ser tot un símbol a la ciutat medieval.
L'historiador de Valladolid Juan Antolínez de Burgos el descriu representant un lleó que ataca un rei moro i que porta aquesta cita:
| « | Ulit opiddi conditor (Ulit fundador d'aquest lloc) | » |

Explica que va ser fet per commemorar la victòria dels cristians sobre el moro Olid. D'aquesta llegenda deriven els arguments defensors del topònim Valle de Olit.
La caiguda de l'única torre de la catedral el 1841 es va emportar aquest antic rotlle, que en anys anteriors havia estat traslladat des de la plaça de Santa Maria a l'atri de la catedral.